# ジャグダチ駅
ジャグダチ駅(中国語: 加格达奇站)は、中華人民共和国黒竜江省大興安嶺地区ジャグダチ区に位置する富西線及び伊加線の駅である。

## 沿革
- 1966年頃：開業。

## 駅周辺
- 中国銀行ジャグダチ支店
- 中国工商銀行ジャグダチ支店
- 龍江銀行（中国語版）大興安嶺分店
- 大興安嶺資源館
- 大興安嶺地区地税局
- 大興安嶺ジャグダチ公路バスターミナル(大兴安岭加格达奇公路客运站)
- ジャグダチ区第二人民医院
- 大興安嶺中医院
- 大興安嶺地区交通局
- 中国郵政大興安嶺地区郵政局

## 隣の駅
中華人民共和国鉄道部
富西線
加南駅 - ジャグダチ駅 - 松樹林駅
伊加線
斉奇嶺駅 - ジャグダチ駅